# Фестиваль Intervals
Фестиваль Intervals — международный ежегодный фестиваль мультимедийного искусства в Нижнем Новгороде. 

#### История фестиваля
Фестиваль Intervals начался с вечеринки группировки Svetofon в 2015 году в Нижнем Новгороде, на которой музыку сопровождало аудиовизуальное шоу. Название «Интервалы», по замыслу авторов, должно было отразить концепцию творческого взаимодействия между визуальными художниками и музыкантами.

В 2017 году Intervals получил формат аудиовизуального фестиваля. Мультимедийные работы появляются на фасадах зданий или внутри городских пространств.
Мультимедийные инсталляции фестиваля Intervals дополняют концертные выступления артистов, а также параллельная бесплатная образовательная программа.
Фестиваль не выходил за пределы Нижнего Новгорода и, по словам организаторов, подобных планов нет.

#### 2017 год
В 2017 году программа фестиваля проходила в Нижполиграфе в течение дня и ночи. События были разделены на три раздела: дневной, образовательный и ночной. Медиаинсталляции, выступления, лекции и воркшопы Intervals 2017 посетили 2500 человек.
| Даты проведения    | Медиахудожники | Музыканты | Локации     | Количество посетителей |
| ------------------ | --- | --- | ----------- | ---------------------- |
| 3—4 июня 2017 года | Andrey Flat, KEDR, dreamlaser, Magic-tools (Ксения Панкратова, Россия/Голландия), Radugadesign, музыка Silence Television (Алекс Зарипов), Scope.XYZ (Чехия), Пётр Смирнов и Нелли Хильченко | tsu (музыка) & Misak (визуал), Salama (музыка) & Moving wall (визуал), Silence Television (Алекс Зарипов) (музыка) & Andrey Flat (визуал), STRUTTURA Synkronized (музыка) & Александр Джизус (визуал), Waxforme (музыка) & Idwyr (визуал), XΛN (музыка) & Andrey Flat (визуал) | Нижполиграф | 2 500                  |

#### 2019 год
Фестиваль проводился в центре Нижнего Новгорода. На многие площадки вход для зрителей был открыт впервые: увидеть мультимедийное искусство можно было в здании бывшего нижегородского острога, в Центре культуры «Рекорд», на здании бывшей швейной фабрики «Маяк», Пакгаузах на Стрелке, элеваторах бывшего мукомольного комплекса купца Башкирова и других.
Участниками фестиваля Intervals стали медиахудожники из России, Японии, Германии и Турции. Фестиваль посетили 20 000 человек.
| Даты проведения   | Медиахудожники | Музыканты | Локации | Количество посетителей |
| ----------------- | --- | --- | --- | ---------------------- |
| 12—14 апреля 2019 | Daniel Rossa, Vadim Epstein, Ivan Kabalin, Maria Olinenko, Andrey Berger aka Aber, dreamlaser, Ouchhh (Турция), 404.ZERO, Vladimir Abikh, Evgeniy Bespalko, Platon Infante, Станислав Глазов aka Litch Pfad (Германия), Shohei Fujimoto (Япония) | Iglooghost, Long Arm, Broken, Composers, Fatima Al Qadiri (Кувейт / Германия), Iglooghost (Великобритания), Moa Pillar, Low Tape, RNBWS, Shadowax, Synkronized, Yung Acid, Алексей Бобровский, Винер Станислав, Глазов aka Litch Pfad (Германия), финалисты конкурса Intervals 2019 | Бывшая фабрика «Маяк», Пакгаузы на Стрелке, бывший мукомольный завод, памятник Максиму Горькому, телебашня, галерея Futuro, здание бывшего Нижегородского острога, центр культуры «Рекорд», Дом архитектора, Арсенал | 20 000                 |

#### 2020 год
В связи с ограничениями из-за пандемии коронавируса фестиваль Intervals в 2020 году прошёл в формате тизера. В нём приняли участие медиахудожники из разных стран, в частности Cao Yuxi из США и Lázsló Bordos из Венгрии.
Фестиваль сопровождала образовательная программа с онлайн-трансляциями.
События фестиваля посетили 60 000 человек.
| Даты проведения                                | Медиахудожники | Музыканты | Локации | Количество посетителей |
| ---------------------------------------------- | --- | --------- | --- | ---------------------- |
| 24–27 сентября; 1–4 октября; 8–11, 24 сентября | Laszlo Zsolt, Bordos (Венгрия), Katerina Pits (VJkET) (Россия/Украина), KEDR, Cao Yuxi (США/Китай), Иван Горохов (MESHSPLASH), Сергей Лободин (Cyber Tiger), dreamlaser & wave.me, dreamlaser & Anny Ly (музыка), dreamlaser & Алекс Зарипов (музыка) |           | Гостиница «Октябрьская», первый павильон Нижегородской ярмарки, бывший Ромодановский вокзал, набережная Федоровского, Цех *, DKRT | 60 000                 |

#### 2021 год
В 2021 году фестиваль Intervals стал частью программы празднования 800-летия Нижнего Новгорода. Была представлена самая масштабная медиавыставка с рекордным количеством локаций в историческом центре Нижнего Новгорода — всего их было 15. Инсталляции от мировых и российских медиахудожников показали на ключевых инфраструктурных объектах, благоустроенных и отреставрированных к юбилею города. Среди них — Нижегородская ярмарка, фасад бывшей фабрики «Маяк», Кремль, Центр культуры «Рекорд».
В 2021 году среди участников выставки были: студия Hypnotica (Азербайджан), Boris Vitazek (Словакия), дуэт медиахудожников Nonotak (Франция); коллектив United visual artists (Великобритания).
Программа включала в себя Intervals Music с AV-перформансом Overlogic от студии Stain и AV-перформансом Shiro от дуэта медиахудожников Nonotak (Франция), аудиовизуальное шоу «7» студии Radugadesign.
Сопровождением к выставке стала образовательная программа в офлайн- и онлайн-формате с участием медиахудожников, известных представителей медиаарта, организаторов и кураторов крупнейших событий мультимедиаиндустрии.
В 2021 году все локации фестиваля посетило более 80 000 человек.
| Даты проведения | Медиахудожники | Музыканты | Локации | Количество посетителей |
| --------------- | --- | --------- | --- | ---------------------- |
| 27—29 августа   | Виктор Поляков, Сергей Лободин (Cyber Tiger), Antimotion Boris Vitazek (Словакия), dreamlaser, Hypnotica, ILLUMINARIUM3000, Kuflex, Lite Light, Nonotak (Франция), финалисты open call, финалист опен-колла от бюро Pitch, Radugadesign, Sila Sveta, Stain, United Visual Artists (Великобритания), показ работ художников: rançois Quévillon — Meteors, MAOTIK — Untitled, Alexandre Le Guillou — Ingenous, Yoshi Sodeoka — Synthetic Liquids, Ko Hui — Reverberation, Daniel Rossa — Graient, SOTA+ — Genesis, Aizek — Empty set, arthew0 — Flow CV Nonotak (Франция), Radugadesign, Stain |           | Нижегородская филармония, опоры метромоста, фасад Главного ярмарочного дома, Никольская башня Нижегородского кремля, фасад бывшей фабрики «Маяк», центр культуры «Рекорд», телебашня, Первый павильон Нижегородской ярмарки, Второй павильон Нижегородской ярмарки, Гербовый зал Нижегородской ярмарки, галерея Futuro, Цех *, красные казармы, Волжское пароходство | 80 000                 |

#### 2022 год
В 2022 году список площадок  фестиваля Intervals дополнился местами вне  исторического центра Нижнего Новгорода. В Планетарии №1 на территории парка «Швейцария» были показаны полнокупольные проекции от Curiosity Lab, Hilights.studio и Nao Wao (Япония).
Открылся фестиваль концертом электронной исполнительницы и диджея Яны Кедриной, известной под псевдонимом Kedr Livanskiy. Её композиции прозвучали в сопровождении инсталляции in-line от студии Nohlab (Турция) в мультимедиа-арт-пространстве Цех *.
Фестиваль посетило 100 000 человек.
| Даты проведения | Медиахудожники | Музыканты                    | Локации | Количество посетителей |
| --------------- | --- | ---------------------------- | --- | ---------------------- |
| 26—28 августа   | Студия Nohlab (Турция), команда Tundra и Media-tribe, dreamlaser, медиахудожник Иван Горохов (Meshsplash), студия dobro, Curiosity Lab, Hilights.studio и Nao Wao (Япония), студия Ouchhh, студия Radugadesign | Kedr Livanskiy (Яна Кедрина) | Цех *, Александровский сад, Арсенал, фасад бывшей фабрики «Маяк», Нижне-Волжская набережная, Гербовый зал Нижегородской ярмарки, Планетарий №1 | 100 000                |

#### 2023 год
В 2023 году цифровое искусство впервые показали в Хоровом колледже, на башне с часами у Государственного банка на улице Большой Покровской, на скейт-площадке в Горадроме, здании Ярмарочной фильтровальной станции.
В рамках открытия Intervals прошёл аудиовизуальный концерт певицы Сюзанны, визуальное сопровождение концерта обеспечивала компания dreamlaser.
В 2023 году организаторы провели образовательную программу с участием более 20 представителей сферы мультимедиа и креативных индустрий.
150 000 человек посетили Intervals 2023 за три фестивальных дня.
| Даты проведения | Медиахудожники | Музыканты | Локации | Количество посетителей |
| --------------- | --- | --------- | --- | ---------------------- |
| 25—27 августа   | Kit Webster (Австралия), Shohei Fujimoto (Япония), Filip Roca (Испания), Cao Yuxi (Китай), The Fox. The Folks (Индонезия), Покрас Лампас, С Е Т А П, Александр Абрамов, Bestereo°, Inty, LYM PRO, dreamlaser | Сюзанна   | Стрелка, Пакгаузы, Нижне-Волжская набережная, Хоровой колледж, Академия Маяк, Гребной канал, улицы Большая Покровская и Варварская, Нижегородский театр кукол, ЦСИ «Терминал А», «Горадром» | 150 000                |

#### 2024 год
Фестиваль стал первым крупным мероприятием в рамках событийной программы «Культурной столицы 2024 года» — нового статуса Нижнего Новгорода на 2024 год. Объектами для медиаискусства стали 17 уличных и внутренних пространств. 
В фестивале приняли участие российские художники: LYM,  Sila sveta, Radugadesign, Generative Gallery, Meshsplash, Ярослав Сотов, Highlights Studio, Саша Коджо & Алиса Дывадова, Надин Захарова, Элина Зазулина и другие, а также авторы из других стран: Playmodes Studio (Испания), Claude & Shin Hyejin (Корея), Jeremie Bellot (Франция), Ferran Belmon (Испания), Давид Гулиев (Азербайджан). В выставочную часть Intervals были включены работы студентов Британской Высшей Школы Дизайна и РГХПУ имени С. Г. Строганова.
На концерте-открытии фестиваля выступили фолк-группа POLE и электронный музыкант-экспериментатор Howie Lee из Китая.
| Даты проведения   | Медиахудожники | Музыканты | Локации                                                                                | Количество посетителей |
| ----------------- | --- | --- | -------------------------------------------------------------------------------------- | ---------------------- |
| 27 апреля — 1 мая | Sila sveta, Radugadesign, LYM, Generative Gallery, Meshsplash, Ярослав Сотов, Highlights Studio, Саша Коджо & Алиса Дывадова, Надин Захарова, Элина Зазулина, Playmodes Studio (Испания), Claude & Shin Hyejin (Корея), Jeremie Bellot (Франция), Ferran Belmon (Испания), Давид Гулиев (Азербайджан) | Фолк-группа POLE, Howie Lee (Китай), Механический Пёс (Дельфин), Nikita Zabelin, Guzz (Китай), CHERNOBURKV, Howie Lee (Китай), Roma Zuckerman | Исторический центр Нижнего Новгорода, Стрелка, Нижегородская ярмарка, парк «Швейцария» | 350 000                |